# Laura Cereta
Laura Cereta (setembro de 1469 – 1499) foi uma humanista e escritora italiana do século XV. Cereta foi uma das maiores estudiosas da Brescia, Verona e Veneza em 1488-92, conhecida por sua escrita em forma de cartas a outros intelectuais. Suas cartas continham seus assuntos pessoais e memórias de infância, e discutiam temas como a educação, a guerra e o casamento. Como o primeiro grande humanista Petrarca, Cereta reivindicava buscar a fama e a imortalidade através de sua escrita. Suas cartas parecem ter sido destinados para o público em geral.

## Vida e carreira
Cereta nasceu em setembro de 1469, na Bréscia em uma família de alta classe. Ela foi uma criança doente que sofria de insônia. Primogênita de seis filhos,ela tinha três irmãos, Ippolito, Daniel e Basílio, e duas irmãs, Deodata, e Diana. Sua família era muito popular na Itália, devido ao status  de seu pai, Silvestro Cereto que foi um advogado e um magistrado do rei, e de sua mãe, Verônica di Leno, uma famosa empresária. Seu pai acreditava na educação, na idade de sete anos mandou Laura para estudar em um convento. Lá, ela dedicou sua vida para atividades intelectuais e acadêmicas; ela aprendeu os princípios religiosos, a leitura, a escrita e o latim com a prioresa do convento. A prioresa tivera uma grande influência na vida de Cereta como sua professora e mentora. A prioresa ensinou Cereta a usar final da noite, horas antes do amanhecer, enquanto todo mundo dormia, a bordar, escrever e estudar. Na idade de sete anos, sua professora guiou os estudos de gramática latina. Ela também ensinou a bordar imagens utilizando uma agulha, que ela praticava de dia e de noite.
Depois de dois anos no convento, seu pai pediu que Cereta retornar para casa para cuidar seus irmãos com nove anos de idade. Depois de alguns meses em casa, ela voltou para o convento para mais estudos. Na idade de doze anos, seu pai chamou-lhe, de novo, para casa para assumir várias responsabilidades domésticas. Entre elas, cuidar da educação de seus irmãos e trabalhar como secretária de seu pai. É provável que o seu pai tenha lhe dado também uma educação pós-elementar. Neste momento, Cereta mostrou grande interesse em matemática, astrologia, agricultura, e o seu tema favorito, a filosofia moral.
Em 1484, Cereta casou-se aos quinze anos com Pietro Serina, um mercador de Veneza, ainda tinha os mesmos interesses acadêmicos. Em suas cartas para ele, ela escreveu: "Você me cobra com preguiça e ataca-me por meu longo silêncio, como se eu fosse um réu no tribunal. Você age como se eu fosse o tipo de pessoa que gostaria de escrever para estranhos, e negligência , como se eu tivesse esquecido de você, quando na verdade eu concedo-lhe um lugar de honra acima de outros homens sábios."  Apesar dos argumentos, para Cereta, este foi um dos momentos mais felizes de sua vida. Em suas cartas, ela imaginou que um ideal de casamento é uma parceria supervisionado por honra mútua, respeito, honestidade e amor. Cereta nunca considerou um casamento como uma espécie de amizade, ela também nunca chamou diretamente o marido de amigo,no entanto, em suas cartas, as línguas de casamento e amizade foram claramente delineados, focando os leitores' atenção sobre as relações recíprocas como o amor mútuo e a comunicação. Ela centra-se os leitores a atenção sobre as relações mútuas, tais como o amor, a comunicação e a responsabilidade para gerenciar tanto os relacionamentos conjugais como os de amizade. Depois de dezoito meses de casamento, seu marido morreu devido a uma praga que se alastrou pela região. Os dois não tiveram filhos e ela nunca se casou novamente. 
Cereta finalmente recuperou o seu animo  dois anos após a morte de seu marido e começou a mergulhar-se mais fundo em seus estudos literários e obras. Ela continuou a escrever suas cartas para um círculo íntimo de parentes e amigos, discutindo preocupações pessoais, tais como seu difícil relacionamento com sua mãe. Estas cartas também forneceram uma descrição detalhada das experiencias privadas de uma mulher moderna. Tomadas em conjunto, essas letras são evidências de uma mulher e a suas persistentes preocupações humanistas. Além disso, em suas palestras públicas e ensaios, Cereta explorou a história das mulheres e suas contribuição para a vida intelectual e política da Europa. Durante todo esse tempo, ela enfrentou muitos críticos, tanto do sexo masculino quanto do sexo feminino, criticado a por suas obras. Uma das principais acusações feitas contra ela foi que suas obras foram plagiadas, com seu pai, escrevendo-as para ela. Ela virou-se contra os seus críticos com agressividade. 
Em 1488, Cereta montou 82 de suas cartas em um volume. O volume foi baseado no modelo de Petrarca, chamado de "Epistolae Familiares" e escrito com um diálogo burlesco. Ela dedicou-a ao seu patrono, o Cardeal Ascanius Sforza. Suas obras foram amplamente divulgadas na Itália durante o início da era moderna. No entanto, este volume permaneceu inédito até o século XVII. O manuscrito circulou a partir de 1488 a 1492 entre os humanistas, na Bréscia, Verona e Veneza. é possível que ela tenha feito isso para buscar legitimação como escritora. Seis meses depois que suas cartas foram publicadas, seu pai morreu. Depois da morte do seu pai, que era o maior incentivador de seus estudos, ela já não se sentia mais inspirada a escrever.

## Morte
Laura Cereta morreu na prematura idade de 30 anos. A causa da morte é desconhecida. Nenhum de seus escritos a partir dos últimos anos de sua vida, sobreviveu. Ela foi homenageada com um funeral público, e festas na Brescia. Ela é lembrada como uma grande mulher que lançou as bases para muitos escritores humanista após o Renascimento.  